# Suchoi Superjet 100
Der Suchoi Superjet 100 (SSJ 100; zuvor Russian Regional Jet, RRJ) des russischen Flugzeugherstellers Suchoi ist ein zweistrahliges Regionalverkehrsflugzeug in Tiefdeckerausführung. Das Projekt wird von Suchoi zusammen mit zahlreichen westlichen Partnern und dem Vertriebspartner Alenia umgesetzt. In seiner Erscheinung und Auslegung ähnelt der SSJ stark den Embraer E-Jets sowie dem Airbus A220, ferner der Dornier 728 sowie der 1995 außer Dienst gestellten Dassault Mercure.
Zwischen 24. Mai 2016 und 7. Januar 2019 betrieb CityJet als einzige westeuropäische Fluggesellschaft den SSJ. Im April 2020 wurde der Flugzeugtyp von keiner westlichen Fluggesellschaft mehr eingesetzt. Im Mai 2020 nahm die mexikanische Interjet den Flugbetrieb mit SSJ nach Leasingende ihrer Airbus-Flugzeuge wieder auf, bis zur Einstellung aller Flüge im Herbst 2021.

## Geschichte
In den 1990er Jahren erstellte Suchoi Marktstudien, die den Hersteller dazu veranlassten, erstmals die Entwicklung und Produktion eines größeren Zivilflugzeugs in Erwägung zu ziehen. Bis dahin hatte Suchoi vornehmlich Militärflugzeuge und Kunstflugmaschinen wie die Su-26 hergestellt. Im Jahr 2000 wurde die Sukhoi Civil Aircraft Company (russisch Гражданские самолёты Сухого (Graschdanskije samoljoty Suchowo) – SCAC) gegründet. Die Studien zeigten einen Bedarf an einem Flugzeug mit einer Kapazität von unter 100 Plätzen bei einer Reichweite bis zu 4500 km, wobei sie das Marktvolumen dieser Art Regionalverkehrsflugzeuge auf eine ungefähre Stückzahl von 250 Maschinen im russischen Binnenmarkt und 550 Maschinen auf internationalen Märkten schätzten.
Im Juli 2002 schrieb Rosawiokosmos einen Wettbewerb für eine neue Regionaljet-Familie mit 50 bis 90 Sitzen aus, die der RRJ am 12. März 2003 gegen die Mjassischtschew M-60-70 und die Tupolew Tu-414 gewann. Die Studien liefen zunächst unter der Bezeichnung RRJ (RRJ steht dabei für Russian Regional Jet – russisch Российский Региональный Самолёт für Flugzeug für den russischen Regionalverkehr) und sahen eine Flugzeugfamilie mit drei Modellen vor. Diese wurden als RRJ-60, RRJ-75 und RRJ-95 bezeichnet, wobei die Zahl in der Typbezeichnung die geplante durchschnittliche Passagierkapazität angab.
Frühzeitig wurde entschieden, einen wesentlich breiteren Rumpf als sonst in dieser Flugzeugklasse üblich zu entwerfen – die Rumpfbreite sollte über jener der häufig als zu eng empfundenen Regionaljet-Modelle Bombardier Canadair Regional Jet und Embraer E-Jets liegen, jedoch unter der Breite der für Regionalmaschinen strukturell zu breiten und zu schweren gängigen Kurz- und Mittelstreckenflugzeuge wie A320-Familie und Boeing 737. Der Rumpf wird in Russland produziert, während 80 Prozent der Systeme von westlichen Zulieferern stammen.
Da das projektierte Flugzeug als erstes russisches von Anfang an auch für den westlichen Markt konzipiert war, wurde am 13. April 2001 ein Kooperationsvertrag mit dem amerikanischen Flugzeughersteller Boeing geschlossen. Er war anfangs auf eine gemeinsame Machbarkeitsstudie beschränkt, wurde jedoch am 13. März 2003 vertraglich zu einer Zusammenarbeit bei Verkauf, Marketing und Service ausgebaut. Boeing, selbst nicht im Regionalflugzeugbau tätig, wurde dabei vornehmlich als beratendes Unternehmen verpflichtet. Diese Stellung sollte Boeing laut Suchoi mindestens bis zum Ende der Flugerprobung innehaben. Dies war für ein russisches Flugzeug ein bisher einmaliger Vorgang. Die westlichen Partner bei der Entwicklung wurden im Oktober 2003 ausgesucht. Im April 2003 setzte sich das PowerJet-SaM146-Triebwerk gegen das geplante PW800 von Pratt & Whitney Canada und Awiadwigatel durch.
Am 19. Juli 2004 wurde mit Siberian Airlines ein Erstkunde für 50 Maschinen gefunden, der jedoch später den Auftrag stornierte. Am 28. Oktober 2004 wurde der offizielle Programmstart von SCAC und Boeing bekanntgegeben. Die Teilefertigung begann im Februar 2005. Ein Cockpit- und Kabinen-Mock-up wurde auf dem Aerosalon 2005 in Le Bourget ausgestellt. Suchoi rechnete im Jahr 2005 mit einem internationalen Gesamtmarkt für solche Flugzeuge von 5.500 Flugzeugen bis ins Jahr 2023 und hoffte, davon einen Anteil von 15 Prozent besetzen zu können.
Als neuer Erstkunde bestellte am 23. Mai 2006 Aeroflot 30 Maschinen. Am 9. Juli 2006 lief erstmals das SaM146-Triebwerk in Rybinsk, dessen Erstflug fand am 6. Dezember 2007 an einer IL-76 statt.

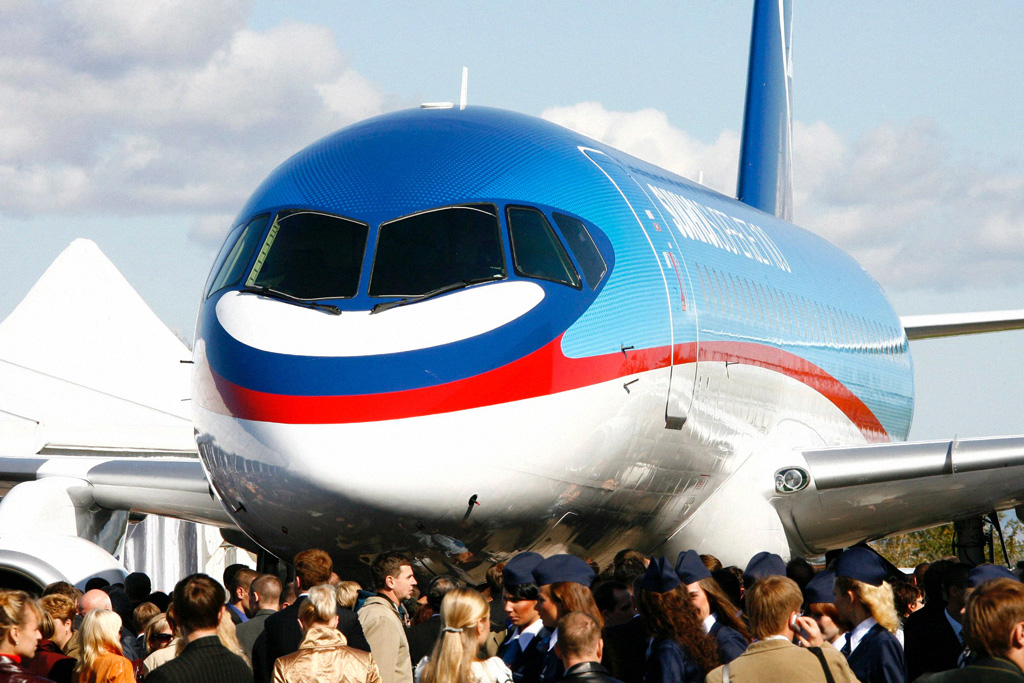
Rollout 2007 in Komsomolsk

Auf der Farnborough International Airshow in Farnborough wurde das RRJ-Projekt am 17. Juli 2006 offiziell in Englisch Sukhoi SuperJet 100 umbenannt. Gleichzeitig wurde bekannt gegeben, dass die Entwicklung der ehemals als RRJ-60 bezeichneten Variante nicht weiterverfolgt würde, sondern man sich zunächst auf die größte Version, inzwischen „Superjet 100-95“ genannt, konzentriere. Laut Suchoi sollte die nächstkleinere Version Superjet 100-75 später folgen. Auch eine Streckung des SSJ 100 zum SSJ 100-110 sei möglich, allerdings besteht durch die Vereinbarung mit Boeing eine Beschränkung auf eine Kapazität von maximal 110 Passagieren in Ein-Klassen-Bestuhlung, um nicht in Konkurrenz zu den kleinen Varianten der Boeing 737 des US-Herstellers zu kommen. Der Listenpreis der SuperJet 100 läge bei etwa 36 Millionen US-Dollar. Der russische Staat vergibt jedoch günstige Kredite zum Kauf des Flugzeugs durch ausländische Gesellschaften, dafür wurden im Jahr 2012 insgesamt 2,5 Milliarden Dollar bereitgestellt. Aeroflot soll nach Angaben im Jahr 2013 seine Flugzeuge zu je knapp 17 Millionen Dollar bezogen haben, inklusive Service durch Suchoi.
Die Entwicklungskosten veranschlagte Suchoi im Jahr 2007 auf zirka 1,4 Milliarden US-Dollar, die von Suchoi selbst, aber auch durch staatliche Subventionen und Kreditgeber getragen wurden. 25 % des Anteils an der für das Programm zuständigen Suchoi-Tochter SCAC hielt dabei das italienische Unternehmen Alenia. Die Gewinnschwelle lag bei den 2007 angenommenen Entwicklungskosten bei einer Produktion von mindestens 300 Flugzeugen, allerdings sei ein Anstieg der Amortisationsschwelle schon 2008 rein durch die absehbaren Verzögerungen absehbar gewesen. Zusätzlich fiel ins Gewicht, dass für jedes an Aeroflot zu einem Spezialtarif verkaufte Flugzeug drei Superjets verkauft werden mussten.
Am 10. September 2007 gründen Alenia und Suchoi das Gemeinschaftsunternehmen Superjet International (SJI) mit Sitz in Venedig, an dem Alenia einen Mehrheitsanteil von 51 Prozent hielt. Dieses ist für den Endausbau und Vertrieb des Superjet 100 auf den Märkten in Europa, Nord- und Südamerika, Afrika, Japan und Australien verantwortlich. Zudem hatte die italienische Muttergesellschaft Finmeccanica 2009 eine Sperrminorität von knapp über 25 Prozent an Suchoi Civil erworben. Dieser Anteil schmolz durch das Nachschießen von Finanzmitteln von russischer Seite stetig und wurde im Januar 2017 abgestoßen. Nachdem Alenia zu Leonardo umfirmiert worden war, reduzierte das Unternehmen im Frühjahr 2017 seinen Anteil an SJI auf 10 Prozent.
Aufgrund der Sanktionen durch die westliche Welt anlässlich des russischen Überfalls auf die Ukraine 2022 wurden von den Partnern keine Teile mehr geliefert, auch zur Aufrechterhaltung des Flugbetriebs der bestehenden Flugzeuge gab es Mitte April 2022 widersprüchliche Aussagen. IrAero verlautete Probleme bei der Wartung der Triebwerke, der Staatskonzern Rostec behauptete offiziell, es sei alles kein Problem. Italien blockierte derweil die Vermögenswerte von Superjet International inklusive der vier Flugzeuge, die in Italien standen. Im Februar 2023 wurde verkündet, dass der aus den Vereinigten Arabischen Emiraten stammende Investor Mark AB Capital Investments sämtliche vorher von Suchoi beziehungsweise der Konzernmutter OAK gehaltenen Anteile an dem Gemeinschaftsunternehmen SJI übernehmen wird. Laut der Unternehmenswebsite von SJI konnte die Transaktion bisher (Stand Dezember 2024) nicht durchgeführt werden, weil die Unternehmensanteile noch immer von der italienischen Finanzaufsicht eingefroren sind.

### Flugerprobung der Prototypen und Zulassungsverfahren

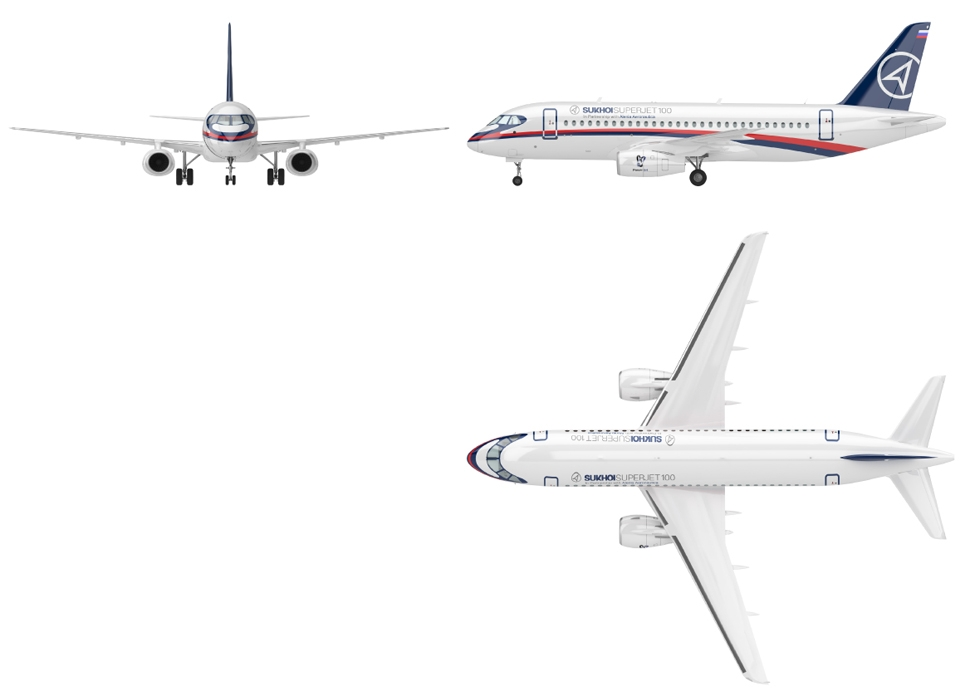
Dreiseitenansicht

Die Endmontage des ersten Prototyps begann im März 2007. Die statischen Belastungstests begannen am 5. Juli 2007 in Schukowski. Der öffentliche Rollout fand am 26. September 2007 im sibirischen Komsomolsk statt. Nachdem die Triebwerke im Februar 2008 eingebaut wurden, erfolgte der Erstflug im Mai 2008.
Am 19. Mai 2008 absolvierte der erste Superjet in Komsomolsk mit Cheftestpilot Alexander Jablonzew und Leonid Tschikunow am Steuer seinen Jungfernflug, wie von dem Unternehmen gegenüber der Nachrichtenagentur Interfax mitgeteilt wurde. Der Flug dauerte eine Stunde und fünf Minuten, wobei der Jet nur auf eine maximale Flughöhe von 1200 m stieg und mit einer Geschwindigkeit von nur 333 km/h sehr vorsichtig geflogen wurde. Der Erstflug des zweiten Prototyps, der über zahlreiche Software-Modifikationen verfügte, folgte am 24. Dezember 2008, die Starts des dritten und vierten Prototyps fanden am 25. Juli 2009 und 4. Februar 2010 statt. Der ursprünglich für Ende 2008 geplante Auslieferungstermin der ersten Maschine an Aeroflot konnte nicht eingehalten werden.
Die russische Zulassung war zunächst für das erste Quartal 2010 vorgesehen, die europäische Zulassung sollte etwa sechs Monate später durch die EASA erteilt werden. Probleme bereitete die Beantragung eines Typzertifikats für die USA, da die zuständige Flugsicherheitsbehörde FAA die Interessensbekundung einer US-Fluggesellschaft für den Typ einforderte. Die für Delta Air Lines tätige Pinnacle Airlines bekundete später ihr Interesse, womit Suchoi auch die US-Zulassung für den Superjet 100 beantragen konnte. Im Januar 2011 wurde der Superjet durch die russische Aufsichtsbehörde IAC AR für den regulären Betrieb zugelassen.
Während Anfang Juni 2010 bereits Tests erfolgreich bestanden wurden, die den zuverlässigen Betrieb des Flugzeugtyps bei nassen Start- und Landebahnen nachweisen konnten, wurde das 7.100 Stunden lange Testprogramm am Triebwerk SaM146 erfolgreich abgeschlossen und der Antrieb von der EASA zugelassen. Angeblich hatte Testpilot Alexander Iwanow 2011 mit dem Superjet eine Fassrolle geflogen.
Ende Oktober 2010 erwog die russische Fluggesellschaft Aeroflot Strafsanktionen gegen den Hersteller wegen der verzögerten Auslieferung und weil die vertraglich vereinbarten Flugsimulatoren nicht rechtzeitig zur Verfügung stünden.

Ende 2015 zertifizierte die russische Aufsichtsbehörde den Sukhoi Superjet B100 mit stärkeren SaM146-Triebwerken, welche einerseits die benötigte Startstrecke um 10 % kürzen und andererseits die Anforderungen von Landungen in Höhen von mehr als 3300 m ü. M. erfüllen. Im Juni 2017 erfolgte die Zulassung des B100 durch die EASA (die separat notwendige Zulassung für den London City Airport ist noch ausstehend). Es handelt sich um die gleichen Triebwerke, die auch in der Langstreckenvariante verbaut werden.

### Serienfertigung
Die russische Flugaufsichtsbehörde erteilte die Zulassung offiziell am 3. Februar 2011. Ein Jahr später, am 3. Februar 2012, folgte die Zulassung durch die EASA. Am 19. April 2011 wurde die erste Serienmaschine (Seriennummer SN97007), die am 4. November 2010 zu ihrem Erstflug startete, offiziell an die armenische Fluggesellschaft Armavia übergeben, welche die Maschine auf den Namen Juri Gagarin taufte. Der erste Linienflug mit 90 Personen an Bord fand am 21. April 2011 vom armenischen Flughafen Swartnoz nach Moskau-Scheremetjewo statt. Suchoi begann nun mit dem Hochfahren der Serienfertigung, wobei zu diesem Zeitpunkt 17 Flugzeuge in der Serienfertigung waren, davon fünf in der Endfertigung.
Aeroflot führte den ersten Passagierflug am 16. Juni 2011 durch, er führte vom Flughafen Moskau-Scheremetjewo nach St. Petersburg. Im Dezember 2011 waren für Aeroflot bereits drei Flugzeuge im Einsatz, bis zum September 2014 erhöhte sich diese Zahl auf Neun. Für die Beschaffung erhielt Aeroflot ein staatliches Darlehen über 250 Millionen Dollar.
Im Jahr 2015 wurden insgesamt 25 Flugzeuge ausgeliefert, Ende 2016 waren noch 31 Bestellungen und 36 Optionen offen und die erste Aeroflot-Bestellung von 30 Maschinen abgeschlossen. Russland hatte sich im Jahr 2013 zum Ziel gesetzt, dass bis 2025 über 20 Prozent der Flotten der großen Fluggesellschaften aus Flugzeugen russischer Produktion bestehen sollten. Dafür wurde alleine für die Sparte Flugzeuge eine staatliche Unterstützung von 241 Milliarden Rubel für diesen Zeitraum zur Verfügung gestellt, wobei der knapp dreifache Gesamtaufwand 2017 um 80 Milliarden Rubel gekürzt wurde,
Ende 2017 befanden sich 109 Flugzeuge des Typs im Einsatz und eine weitere Aeroflot Bestellung von 20 Flugzeugen war vereinbart worden. Im September 2018 erfolgte eine weitere Aeroflot-Bestellung von 100 zusätzlichen Flugzeugen und gleichzeitig wurde Aeroflot die Fünfzigste, nach Wassili Dmitrijewitsch Polenow benannt, überreicht. Nachdem die Produktion Ende 2017 bei ungefähr 153 Flugzeugen angelangt war, wurde die Produktion 2018 auf 23 Flugzeuge gedrosselt (34 Stück im 2017), da nicht genügend Triebwerke zur Verfügung standen, respektive diese prioritär für den Unterhalt der bestehenden Flotten benötigt wurden. Im Jahr 2018 waren 16 Prozent der Superjets im Eigentum der Betreiber, der Rest wurde finanziell oder operationell geleast. Dutzende der 180 produzierten Flugzeuge waren abgestellt. 100 Superjet standen Anfang Mai 2019 in Russland im zivilen Einsatz. Im Jahr 2019 wurde eine Maschine verkauft.
Um Skaleneffekte besser auszunutzen, ließ Ende November 2018 die Muttergesellschaft OAK ihre Tochtergesellschaft Irkut die volle Kontrolle über SCAC, die zivile Produktionsfirma der Superjet von Suchoi, übernehmen. Im Zuge der Zusammenführung war laut internen Quellen absehbar, dass sich der Name des Jets wie auf dem Internetauftritt von OAK von Suchoi Superjet 100 zu Superjet 100 verändern würde. Nach dem Unglück von Aeroflot-Flug 1492 in Moskau im Frühjahr 2019 und angesichts der neuen Holdingstruktur unter Rostec war auch eine komplette Umbenennung des Programms in Erwägung gezogen worden.
Bis Weihnachten 2019 waren zwar für Aeroflot Flugzeuge produziert, aber kein Einziges der für 2019 im Auftrag der Regierung vorgesehenen zehn Stück ausgeliefert worden; die staatlichen Leasingnehmer wollten sicherstellen, dass Rostec die Flugzeuge falls nötig nach 12 Jahren zu einem Restwert von 40 Prozent wieder übernähme. Ein Kauf ohne eine solche Restwertgarantie wurde abgelehnt. Eine Auslieferung der ersten fünf Flugzeuge, für welche Aeroflot überhaupt ein Leasing bewilligte, schien zum Jahreswechsel möglich, dazu bemerkte Kommersant, dass es sich selbst noch damit um das schlechteste Jahr für den Superjet handelte. Aus Kreisen der Leasingnehmer sickerte ein Preis pro Flugzeug um 33 Millionen Dollar durch. Diesem Anschaffungspreis von 33 Millionen stand im Dezember 2021 laut Datenanalyse von Cirium ein Marktwert nach Auslieferung von 15,9 Millionen gegenüber, wobei ein echter Markt erst ab 2023 entstehen könne, wenn die ersten Leasingverträge auslaufen.

### Superjet 100-NEW und Frachtversion
Suchoi Civil Aircraft plant eine russifizierte Suchoi Superjet 100-NEW. Dabei soll ein russisches Hilfstriebwerk und Trägheitsnavigationssystem verwendet werden, welches aktuell in beiden Fällen von der amerikanischen Honeywell International stammen. Auch soll ein rein russisches Triebwerk und zwar eine verkleinerte Awiadwigatel PD-14 (PD-10 genannt) zum Zuge kommen. Die Kabine, das elektrische und das hydraulische System sowie andere Komponenten sollen in Zukunft in Russland gefertigt werden. Seit dem Inkrafttreten der verschärften US-Sanktionen gegenüber dem Iran (2018) bekundeten iranische Fluggesellschaften ihr Interesse an einem Flugzeug, welches nicht den Verkaufsbeschränkungen der US-Regierung unterliegt. Auch eine Frachtversion ist geplant, die in ihrer Größenklasse bis dato konkurrenzlos wäre.
Aufgrund der Sanktionen, die von den Vereinigten Staaten und der EU Russland aufgrund der Invasion der Ukraine auferlegt wurden, mangelt es russischen Fluggesellschaften seit Anfang 2023 zunehmend an Ersatzteilen für die SSJ-100. Einen besonders problematischen Engpass stellen die in den Triebwerken verbauten Zündkerzen amerikanischer und Treibstofffilter französischer Produktion dar, welche von der örtlichen Produktion nicht in der notwendigen Qualität reproduziert werden können.
Im Mai 2023 war der Jungfernflug der russischen Superjet 100-NEW mit Seriennummer 97001 geplant. Die russifizierte Version soll mit russischer Avionik, Hilfsgasturbine (APU), Kabelsträngen, Stromversorgung, Bordsystemen, Flugsteuerung, Klimaanlage, Bremsen, Wasserversorgung, Abfallentsorgungssystemen, Sauerstoffsystem, diverse Sensoren, Passagiersitze, Wärme- bzw. Schalldämmung und einem russischen Fahrwerk mit russischen Reifen fliegen. Wie viel davon für den Jungfernflug im Mai 2023 bereits im Superjet mit der Seriennummer 97001 umgesetzt war, ist unklar. Es fehlte jedenfalls das russische Triebwerk Awiadwigatel PD-8, welches erst mit der Version 97003 und Jungfernflug im September 2023 eingeführt werden sollte.

## Technik

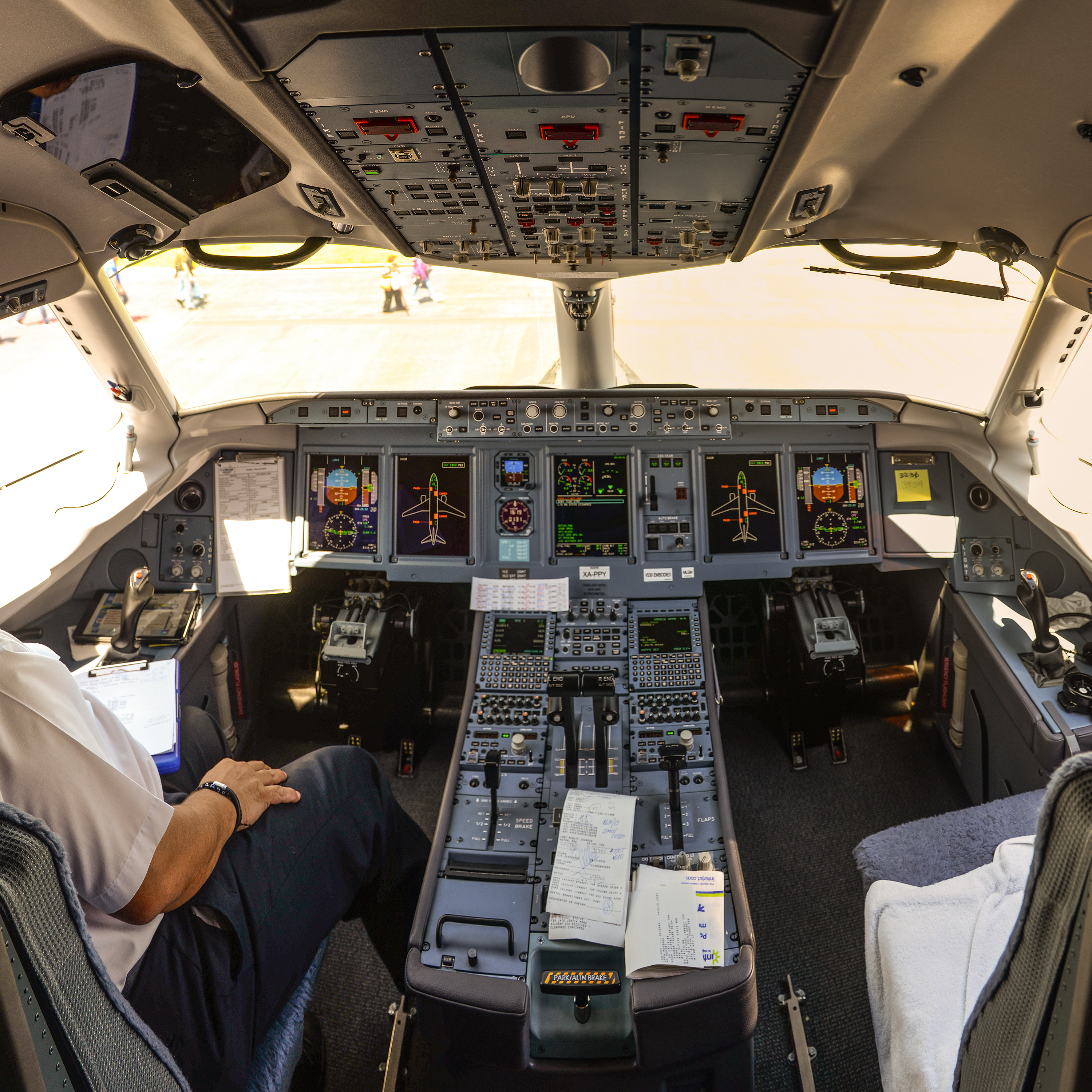
Cockpit der XA-PPY von Interjet

Der Suchoi Superjet verwendet ein Fly-by-wire-System zur Flugsteuerung inklusive der Cockpit-Controls von Liebherr-Aerospace. Der Superjet verfügt über ein modernes Cockpit mit Sidesticks und ein Electronic Flight Instrument System (EFIS), das von Thales geliefert wird.
Am 21. Dezember 2017 hob erstmals eine Superjet mit Winglets ab, Suchoi bezeichnet diese selber als Saberlets und verspricht Treibstoffeinsparungen von drei Prozent und verbesserte Start- und Landeeigenschaften. Die Saberlets sind optional und können auch nachträglich montiert werden. Die erste Auslieferung eines Flugzeugs mit Saberlets erfolgte 2019 an Severstal Aircompany.

### Technische Probleme
Im März 2012 wurden technische Probleme im Flugbetrieb bei Aeroflot bekannt. Nur drei Viertel der geplanten Flugstunden konnten laut der russischen Fluggesellschaft geflogen werden, hauptsächlich wegen fehlender Ersatzteile und der Unzuverlässigkeit einzelner Komponenten. So musste ein Flug abgebrochen werden, weil die Klappen des Bugfahrwerks beim Einfahren nicht schlossen.
Im Februar 2013 wurde durch die russischen Aufsichtsbehörden die Betriebsgenehmigung für vier durch Aeroflot betriebene Superjet 100 vorläufig entzogen. Grund dafür waren mehrere technische Zwischenfälle.
Im Dezember 2016 blieben 11 Superjet SSJ 100-95 von Interjet während der Hauptreisezeit über die Feiertage am Boden, dazu 6 Maschinen von Aeroflot und eine von IrAero. Bis Ende Januar sollten die Höhenleitwerke der Flugzeuge gemäß Verfügung der Rosawiazija kontrolliert und ein Befestigungsteil – wo nötig – ersetzt sein, bei Interjet gingen 6 Flugzeuge am 6. Januar 2017 wieder in Dienst.
Die tägliche Flugzeit der Jets im Jahr 2016 in Russland lag bei unter 4 Stunden, während die Flugzeuge von Interjet gut 2 Stunden mehr in der Luft waren. Im Durchschnitt ergab sich weltweit eine Tagesleistung von 4 Stunden. Ausländische Flugzeugtypen in Russland erreichten die doppelte Stundenzahl. Die russischen Betreiber beklagten sich über hohe Kosten und Schwierigkeiten bei den Ersatzteilen, welche auch für Verspätungen von Flügen verantwortlich waren. Der Hauptbetreiber des Flugzeugs, Aeroflot, betrachte die SSJ 100 im Jahr 2018 als das am wenigsten sichere Flugzeug seiner Flotte. Nach dem Landeunfall am 5. Mai 2019 gab die Aeroflot ihre Zurückhaltung auf, alle ihre Verspätungen mit Superjet zu kaschieren und annullierte häufiger Flüge, was in den Medien zu vielen Berichten führte.
Im August 2019 berichtete RBC, dass der staatliche Föderale Antimonopol-Dienst im Juli festgestellt hatte, dass auf Strecken, welche von Superjet bedient werden, um 20 Prozent höhere Flugpreise verlangt würden. Grund sei, dass die Betriebskosten für den Superjet fast das Doppelte derjenigen anderer Flugzeuge erreichten. Es wurde deswegen eine staatliche Unterstützung der Betreiber von Superjets vorgeschlagen.

### Probleme in Mexiko, Irland und Slowenien
Mit Cityjet und Interjet äußerten 2018 die einzigen beiden zivilen Superjet-Betreiber außerhalb des postsowjetischen Raums ihre Unzufriedenheit mit dem Flugzeugtyp, später schloss sich auch Yakutia Airlines dieser Kritik an. Kritisiert wurden nicht die Leistungsdaten der Maschine, sondern die äußerst schlechte Kundenbetreuung durch den Hersteller. Da Produktionskapazitäten für die Herstellung von Baugruppen für neue Maschinen verplant worden waren, standen kaum Ersatzteile für in Betrieb befindliche Maschinen zur Verfügung. Dies hatte dazu geführt, dass die Betreiber des Superjet den Betrieb ihrer Flugzeugflotten nicht sicher planen konnten. Immer wieder fielen Maschinen aus, da Ersatzteile nicht lieferbar waren.
Schließlich erlitt Cityjet einen bitteren Rückschlag, als der Leasingnehmer Brussels Airlines Ende 2018 den bestehenden Vertrag nicht erneuerte. Cityjet flottete daraufhin bis Januar 2019 alle seine Superjets aus. Interjet setzte 12 von 22 Maschinen außer Betrieb und erhielt von Suchoi eine Entschädigungszahlung in Höhe von 39,6 Millionen US-Dollar.
Im Oktober 2018 erklärte Suchoi, man wolle die Produktion des Superjet zurückfahren, um dafür Lagerkapazitäten für Ersatzteile zu schaffen.
Im November 2018 wurde mit der slowenischen Adria Airways ein neuer Superjet-Kunde verkündet, gleichzeitig sollte in Slowenien ein Wartungs- und Reparaturbetrieb entstehen, um den bisher mangelhaften After-Sales-Support zu verbessern. Adria konnte jedoch keinen Vertrag verhandeln, der ihr eine faire und stabile Langzeit-Partnerschaft versprach. Daher wurde der geplante Leasingvertrag im März 2019 wieder aufgegeben. Adria Airways selbst wurde im September 2019 insolvent. Im Jahr 2019 wurde berichtet, Jat Tehnika in Belgrad hätte seine Angestellten für den Unterhalt von Superjets zertifiziert, dies, obschon keine Flugzeuge im Land betrieben wurden.

### „Russifizierter“ Superjet 75
Im Frühjahr 2018 wurde die Entwicklung einer „russifizierten“ Version mit 75 Plätzen angestrebt; möglichst viele westliche Komponenten inklusive der Triebwerke sollten bei dieser Version ersetzt werden. Kunde würde vorerst der russische Staat, welcher noch die Tu-134 betrieb. Optimistische Angaben hielten zum Zeitpunkt dieser Verlautbarungen einen Markteintritt bis 2023 für möglich.
Laut Angaben des Herstellers vom Jahresanfang 2022 will er bis 2024 eine Version anbieten können, welche zu 97 Prozent aus russischen Teilen bestehe. Dazu war die Verwendung des russischen PD-8-Triebwerks vorgesehen.
Am 29. August 2023 teilte das russische Industrieministerium mit, dass ein von Importteilen entkerntes Flugzeug SJ100 erfolgreich den ersten Probeflug absolviert habe. Der Probeflug dauerte den Angaben zufolge 54 Minuten; die Maschine erreichte eine Höhe von 3.000 Metern und eine Höchstgeschwindigkeit von 343 km/h. Am 17. März 2025 flog erstmals eine Superjet mit dem russischen Triebwerk, diese erreichte 500 km/h auf einer Höhe vom 3000 Metern in einem 40-minutigen Flug. Bis am 8. April 2025 flog das Flugzeug 11 Stunden und testete die Triebwerke bis auf 11.000 Meter Höhe. Bis im Herbst 2025 soll das Flugzeug zertifiziert werden.

## Struktur

### Rumpf
Anders als bei den Konkurrenzflugzeugen Bombardier Canadair Regional Jet und Embraer E-Jets verwendet der Suchoi Superjet ähnlich der Dornier 728 oder der Airbus A220 einen breiteren Rumpf und bringt dort eine 2+3-Bestuhlung unter. Die Kabine hat große Staufächer, die auch Rollkoffer aufnehmen können.

### Fahrwerk
Goodrich unterstützte Suchoi bei der Entwicklung der Räder und der Bremssysteme des Fahrwerks; das Fahrwerk selbst wurde maßgeblich von Messier-Dowty (heute: SAFRAN Landing Systems) entwickelt. Das Fahrwerk verfügt über Scheibenbremsen, die aus kohlenstofffaserverstärktem Kohlenstoff (CFC) gefertigt sind, und ein sogenanntes „Brake-by-Wire“-System, durch das mechanische Elemente ersetzt werden. Die Radfelgen bestehen aus Aluminium.

## Internationale Beteiligungen
| Komponenten                                | Zulieferer                           | Herkunftsland         |
| ------------------------------------------ | ------------------------------------ | --------------------- |
| Fahrwerk                                   | Messier-Dowty Canada                 | Frankreich / Kanada   |
| Fahrwerk / Räder / Bremsen                 | Messier Dowty / Goodrich Corporation | USA                   |
| Haupttriebwerke                            | PowerJet                             | Frankreich / Russland |
| Hydraulik / Leitungen                      | Parker-Hannifin / Parker-Ermeto      | USA / Deutschland     |
| Flugsteuerungssysteme                      | Liebherr Aerospace                   | Deutschland           |
| Systemsoftware                             | Thales Group                         | Frankreich            |
| Cockpitsysteme / Hilfsgasturbine / Avionik | Honeywell / Thales Group             | USA / Frankreich      |
| Feuerlöschsystem                           | Autronics                            | USA                   |
| Elektrisches System                        | Hamilton Sundstrand                  | USA                   |
| Motorschwingungssensoren                   | Vibro-Meter (Meggitt)                | Schweiz               |
| Vermarktung / Beratung                     | Boeing                               | USA                   |
| Kapitalbeteiligung                         | Alenia Aeronautica                   | Italien               |

Ziel des Superjet 100 war es von Beginn an, ein auch westlichen Standards entsprechendes, effizientes und konkurrenzfähiges Flugzeug zu entwickeln, das als erster Typ russischer Herkunft auch nennenswerte Verkäufe außerhalb der ehemaligen Sowjetrepubliken erreichen sollte.
Aus diesem Grund wurden am Superjet 100 erstmals im größeren Maße westliche Hersteller beteiligt; der französische Triebwerkshersteller Snecma entwickelte zusammen mit NPO Saturn das Triebwerk, Alenia wurde unter anderem als Partner gewählt, weil dieses Unternehmen durch seine Infrastruktur und die Erfahrungen im Rahmen des ATR-Konsortiums in der Lage ist, weltweit einen 24-Stunden-Kundendienst anzubieten, wozu Suchoi allein nicht in der Lage wäre. Umgekehrt versprachen sich die westlichen Unternehmen durch den Superjet einen Zugang zum russischen Markt, dessen Bedarf an Neuflugzeugen als Ersatz für alternde Maschinen sowjetischer Bauart als sehr hoch eingeschätzt wurde.

## Bestellungen

### Allgemein

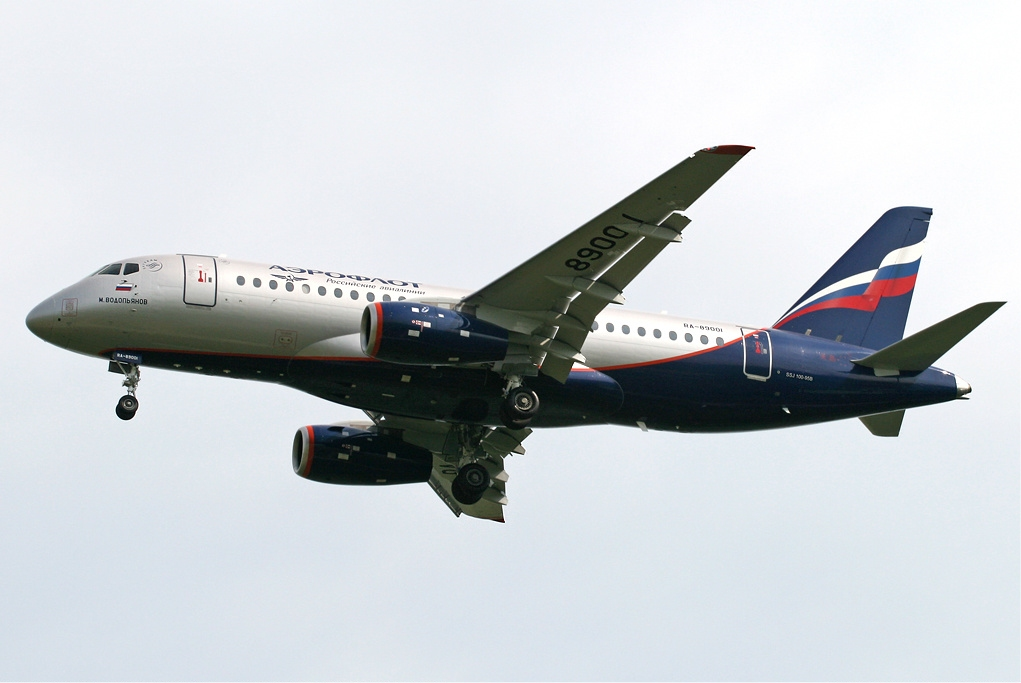
Der SSJ100 M. Wodopjanow von Aeroflot

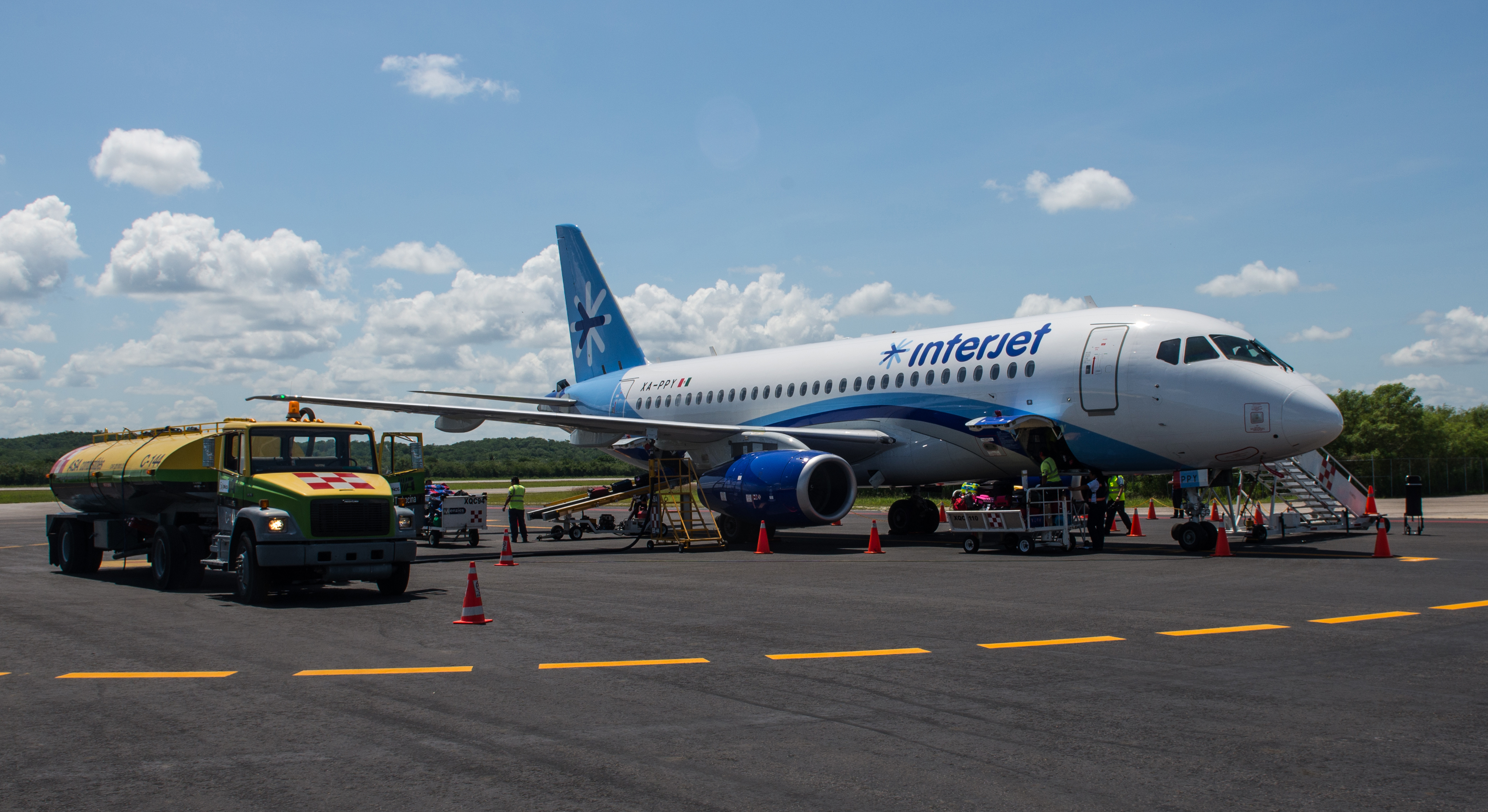
SSJ100 der mexikanischen Interjet am Flughafen Campeche

Am 7. Dezember 2005 gab die russische Fluggesellschaft Aeroflot die Bestellung von 30 Maschinen des Typs RRJ 95 bekannt, die ab November 2008 ausgeliefert werden sollten. Tatsächlich begann die Auslieferung erst Mitte 2011. Als Triebwerk sind PowerJet SaM146 bestellt worden. Bereits während der Entwicklung war man, um auch internationale Verkäufe zu sichern, in ständigem Kontakt mit den europäischen und den US-Behörden und bekam laufend Anregungen und Vorschläge von einem Beratungskomitee, zu dem unter anderem Air France/KLM, Alitalia, Brussels Airlines, Czech Airlines, Iberia, Lufthansa, SAS und Turkish Airlines zählten. Erster westlicher Kunde war 2007 ItAli Airlines mit einem Auftrag über zehn Superjets, doch die Bestellung wurde gestrichen, kurz bevor die Fluggesellschaft 2011 ihren Betrieb einstellte.
Im Januar 2011 bestellte die mexikanische Fluggesellschaft Interjet 15 Maschinen des Superjet 100. und erhöhte diese Zahl im Juli 2012 auf 20 Maschinen. Die erste Maschine wurde am 18. Juni 2013 während der Pariser Luftfahrtschau dem Kunden übergeben.
Auf der Pariser Luftfahrtschau 2011 wurde mit dem indonesischen Charterunternehmen Sky Aviation ein Vertrag über den Kauf von zwölf SSJ 100-95 unterzeichnet. Das erste Exemplar wurde im Dezember 2012 an den Kunden übergeben. Blue Panorama Airlines hatte 2011 acht Superjet 100-95 bestellt, im Oktober 2013 wurde berichtet, dass die finanziell angeschlagene Fluggesellschaft ihre Bestellung entweder deutlich verkleinern oder ganz stornieren werde.
Mitte 2011 gab Suchoi bekannt, den Superjet 100 auch als Geschäftsreiseflugzeug (SBJ) anzubieten, dessen erste vier Exemplare für 200 Mio. US-Dollar an den kasachischen Ableger der Schweizer Aviation-Gruppe Comlux gehen sollten.
Im August 2014 wurde bekannt gegeben, dass Suchoi 13 Superjet nach Indonesien (10) und Laos (3) verkaufen würde; zwei in Frage kommende Fluggesellschaften mit Superjet in Betrieb hatten jedoch den Betrieb zu diesem Zeitpunkt schon eingestellt gehabt oder standen vor der Betriebseinstellung.
Für die russischen Staatsholdings gab es 2017 die Weisung, das Flugzeug bei der Beschaffung von VIP-Flugzeugen „in Erwägung zu ziehen“.
Am 10. September 2018 unterzeichnete Aeroflot einen weiteren Vertrag über die Lieferung von 100 SSJ100, die bis 2026 geliefert werden sollen. Im Oktober 2019 waren in Russland 102 Superjet in Betrieb.
Im Oktober 2019 wurde bekannt, dass Norwegian eine Bestellung über 40 SSJ erwäge, um im Gegenzug Überflugrechte in Russland zu bekommen, was im Herbst 2020 ausgesetzt wurde.
Im Laufe der Jahre bildete sich bis Mai 2020 eine Ansammlung von 60 nicht bezogenen Superjet beim Hersteller. Darunter waren 22 Whitebodies, welche zur Auslieferung bereit waren. Im Herbst 2020 wurde mit der Übergabe solcher Flugzeuge an Red Wings begonnen; auf dieser Gesellschaft sollte die von der Regierung gewünschte Gesellschaft für Regionalflüge mit ausschließlich russischen Flugzeugen entstehen.

### Tabellarische Auflistung
| Kunden                        | Bestel- lungen | Optio- nen | Flugzeugtyp | Auslieferungen | Zeitraum der Auslieferungen |
| ----------------------------- | -------------- | ---------- | --- | --- | --- |
| Aeroflot                      | 0150           | 0–         | 095B | 050 | seit 2011 – die Flugzeuge sollen ab 2020 nach und nach an Rossiya gehen, respektive ausgeliefert werden. |
| Red Wings Airlines            | 05             | 0–         | 095B | 05 | Im Einsatz von 2015 bis 2016. Ab 2020 wurde die Gesellschaft auf Geheiß der russischen Regierung mit Superjet ausgerüstet, bis eine neue Regionalfluggesellschaft mit russischen Flugzeugen zu bilden, die Rede war von bis zu 59 Flugzeugen. |
| Yakutia                       | 05             | 0–         | 095B / 95LR | 05 | Dezember 2012 bis Oktober 2016 (vollständig übergeben) |
| Interjet                      | 030            | 0–         | 095B / 95LR | 022, ab Herbst 2018 noch 7 Flugzeuge im Flugplan eingeplant; gesamte Flotte zum Verkauf im März 2020, Wiederinbetriebnahme aufgrund Corona im Mai (geleaste Airbus außer Betrieb), Flugbetrieb eingestellt Herbst 2021 | Juni 2013 bis Juli 2016, total 22 Stück, auf den Rest verzichtete Interjet |
| MWD                           | 01             | 0–         | 095B | 01 | Dezember 2013 (übergeben) |
| Gazpromavia                   | 010            | 0–         | 095LR | 010 | August 2013 bis Juli 2015 (vollständig übergeben) |
| Comlux                        | 02             | 02         | 0SBJ | 01 | seit Januar 2017 (wird durch die kasachische Tochtergesellschaft Comlux KZ für KAZ Minerals betrieben) |
| RusJet                        | 01             | 0–         | 095B (VIP) | 01 | 2015 (übergeben) |
| Bek Air                       | 0              | 0–         | 095LR | 0– | 7 Stück „ab 2015“ |
| MTschS                        | 08             | 0–         | 095B | 02 | seit Dezember 2015 |
| Royal Thai Air Force          | 03             | 0–         | 095B (VIP) | 02 | seit Juli 2016 |
| Russische Präsidialverwaltung | 02             | 0–         | 095B | 02 | (vollständig übergeben) |
| Bishwo Airways                | 0              | 0–         | 095B | 0– | Absichtserklärung 5 Stück |
| Yamal Airlines                | 025            | 0–         | 095LR | 016 | seit Mai 2016, noch ausstehende Bestellungen storniert |
| CityJet                       | 015            | 016        | 095B | 07 gemietet (1 retourniert, 6 stillgelegt in Shannon. Letzter von CityJet bestätigter kommerzieller Flug 7. Januar 2019.)                                                                                              | ab 24. Mai 2016 (Ab März 2017 Wetlease für Brussels Airlines bis 7. Januar 2019, keine Verlängerung.) |
| Air Leisure                   | 0              | 0          | 095LR | 0– | Absichtserklärung 4 Stück plus 6 Optionen, Luftverkehrsbetreiberzeugnis der Airline wurde im Oktober 2018 entzogen |
| IrAero                        | 09             | 0–         | 095B / 95LR | 011 | seit Juli 2016 – teils Flugzeuge von Yamal und Red Wings |
| KNB (Geheimdienst)            | 01             | 0–         | 0SBJ | 01 | November 2016 (übergeben) |
| Azimut                        | 12             | 0–         | 095LR | 08 | seit Juli 2017, Leasing von GTLK |
| Sambia                        | 0              | 0–         | 095B (VIP) | 0– | eine VIP- sowie Gespräche über 4 Linienmaschinen |
| Iran Airtour                  | 0              | 0–         | 095R | 0– | 20 Stück – Kein Export möglich aufgrund der amerikanischen Sanktionen |
| Iran Aseman Airlines          | 020            | 0–         | 095R | 0– | 20 Stück – Kein Export möglich aufgrund der amerikanischen Sanktionen |
| S7 Airlines                   | 050            | 025 / 25   | 075 | 0– | vsl. ab 2022 (S7 Airlines ist Erstkunde der kleineren Version.) |
| Aero Mongolia                 | 0              | 0–         | 095B | 0– | Letter of Intent „bis Ende 2018“ zu unterschreiben für 2 Stück |
| Severstal Aircompany          | 06             | 0–         | 095B | 04 | ab 2018, geleast von GTLK |
| Alrosa Airlines               | 0bis 3         | 0–         | 095B | 0 | ab 2019 bis 2021 |
| Adria Airways                 | 0              | 0–         | 15 Stück darunter die 7 zuvor von CityJet betriebenen Flugzeuge, Adria konnte jedoch keinen Vertrag verhandeln, der ihr eine faire und stabile Langzeit-Partnerschaft versprach. | 0 | keine Auslieferung |
| KOM Airlines                  | 0              | 0–         | | 0– | 6 Stück «Auslieferung ab Herbst 2019» |
| Gesamt                        | 00367          | 0074       | 00 | 00167 | |

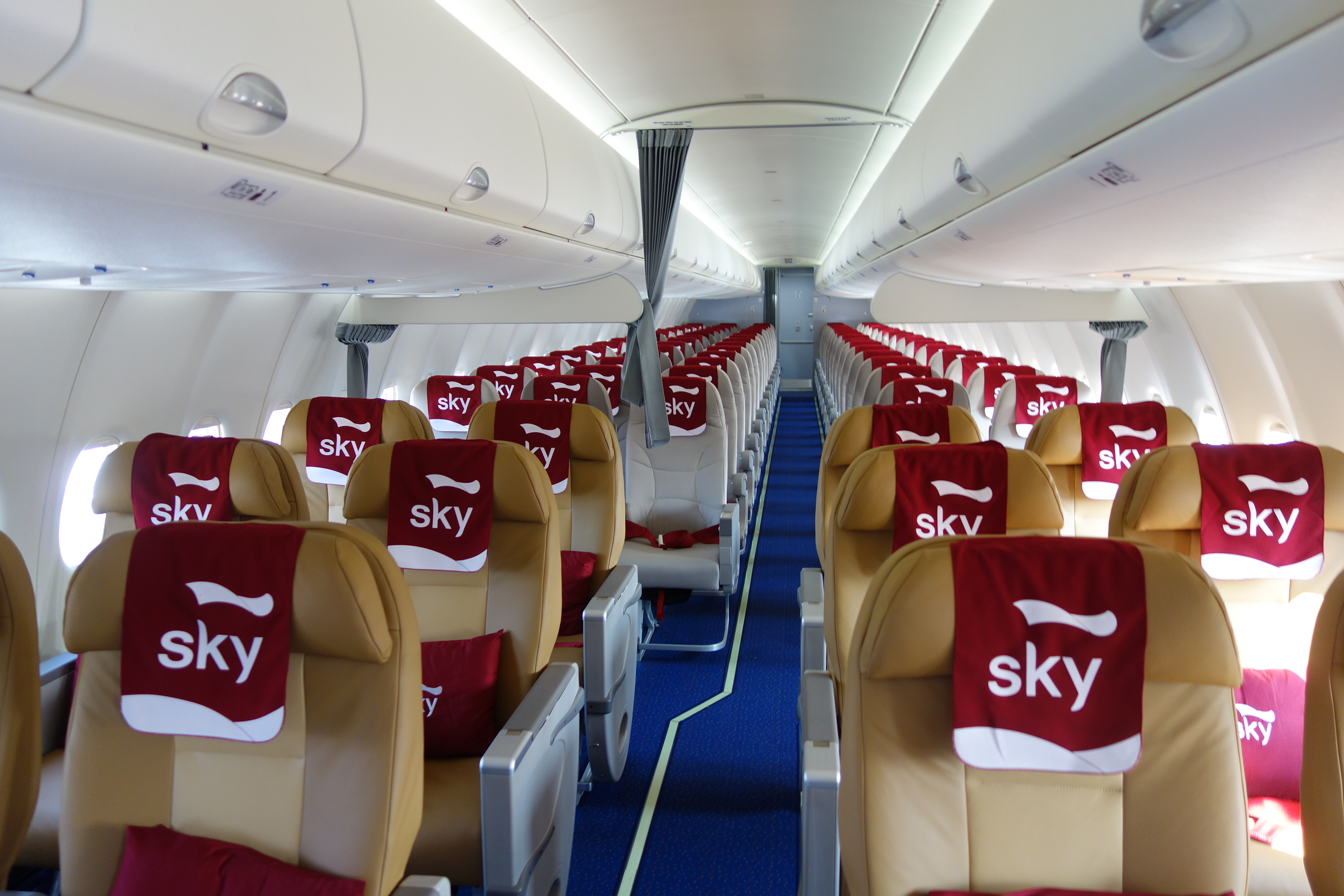
Passagierraum eines Suchoi Superjets 100 der Sky Aviation aus Indonesien mit Businessclass vorne (4 Sitze je Reihe) und Economy Class hinten (5 Sitze pro Reihe)

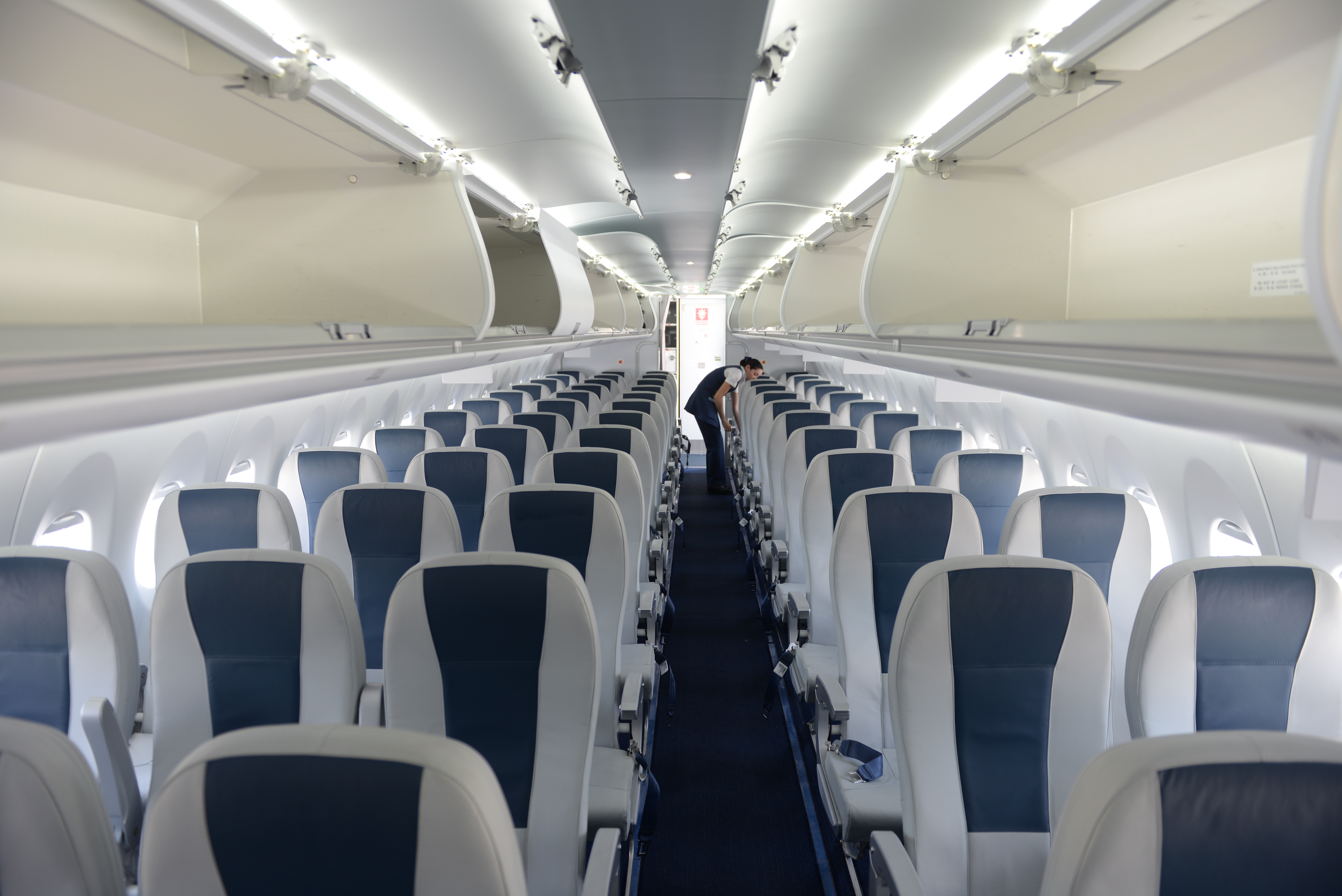
Passagierraum bei Interjet in 2+3-Bestuhlung

Die ursprünglich getätigten Bestellungen von Dalavia (2006), der AiRUnion und der Malév (2009) sind wegen der Insolvenzen der Unternehmen weggefallen. Gewisse Aufträge wären durch Bankkredite mit russischen Mitteln finanziert worden.
Im Jahr 2011 war Armavia weltweiter Erstkunde, hat aber von zwei bestellten Flugzeugen eines retourniert und die Annahme des anderen verweigert. An Moskovia Airlines wurden zwei von drei Superjets vor deren Insolvenz ausgeliefert.
Am 6. Mai 2019, einen Tag nach einem schweren Unfall mit einem Superjet am Flughafen Moskau-Scheremetjewo mit vielen Todesopfern, gab die russische Fluggesellschaft Yamal bekannt, dass sie die noch zu liefernden 10 Superjets nicht abnehmen wird. Offiziell wurde die Stornierung mit zu hohen Betriebskosten für diesen Flugzeugtyp begründet. Dies war die erste Ablehnung dieses Flugzeugmusters durch einen russischen Betreiber.
Am 17. Mai 2019 wurde bekannt, dass die russische Airline RusLine, die eigentlich geplant hatte, 18 Superjets zu erwerben, auf diese Flugzeuge verzichten wird. RusLine begründete das ganz offen mit dem schlechten Image des Flugzeugs und der Befürchtung, dass die Einflottung potenzielle Fluggäste abschrecken würde.

## Zwischenfälle
- Am 9. Mai 2012 flog ein Superjet 100-95 (Luftfahrzeugkennzeichen RA-97004)[145] nahe Bogor, Indonesien während eines Demonstrationsfluges in einen Berg (s. Suchoi-Flug 36801). Das Wrack wurde in den Morgenstunden des 10. Mai 2012 gefunden.[146] An Bord befanden sich 45 Menschen (41 Passagiere und 4 Besatzungsmitglieder), darunter Ingenieure und Journalisten sowie Führungskräfte von Suchoi und anderen Unternehmen. Es gab keine Überlebenden.[147] Der im Dezember 2012 veröffentlichte endgültige Untersuchungsbericht gibt ausschließlich menschliches Versagen als Absturzursache an.[148][149]

- Am 21. Juli 2013 verunfallte auf dem Flughafen Keflavík ein Superjet 100 bei einem Flug zur Zertifizierung des Flugzeuges für CAT-IIIa-Landungen (schlechte Wetterbedingungen) mit einem Triebwerk. Nachdem in geringer Höhe ein Triebwerk abgestellt worden war, versuchte der Pilot mit dem falschen (abgestellten) Triebwerk durchzustarten und ließ gleichzeitig das Fahrwerk einfahren; nachdem das Hauptfahrwerk entlastet war, fuhr es ein, die Triebwerke erzeugten jedoch nicht genug Schub zum Durchstarten, so dass das Flugzeug in der Folge mit dem Rumpf auf der Landebahn aufsetzte. Der Pilot hatte seinen Fehler noch bemerkt, das verbleibende Triebwerk konnte aber nicht schnell genug den erforderlichen Schub liefern. Eines der fünf Besatzungsmitglieder wurde bei der Evakuierung verletzt, der isländische Ausschuss für Flugunfalluntersuchungen untersuchte das Ereignis und gab neun Empfehlungen heraus.[150]

- Am 25. Oktober 2015 kollidierte ein Superjet 100-95 der Interjet (XA-PBA) bei einem Schleppvorgang auf dem Flughafen Mexiko-Stadt mit einer Passagierbrücke. Die Maschine wurde erheblich im Bereich der Flugzeugnase beschädigt und musste infolge des Unfalls als Totalverlust abgeschrieben werden.[151]

- Am 10. Oktober 2018 schoss ein Superjet 100-95 (RA-89011) der russischen Yakutia Airlines bei der Landung am Flughafen von Jakutsk, Russland auf dem Flug von Ulan-Ude nach Jakutsk (Flugnummer R3-414, am Vortag in Ulan-Ude gestartet) über das Ende der Landebahn hinaus. Die aufgrund von Bauarbeiten verkürzte Landebahn war vereist und rutschig, die Piloten hatten zuvor von der Flugsicherung falsche Informationen über die Bremswirkung auf der Landebahn erhalten; zudem war am zweiten Triebwerk die Schubumkehr defekt und damit eine Landung bei den aktuellen Wetterverhältnissen nicht zulässig. Das Flugzeug überrollte eine große Bodenwelle im Bereich der Baustelle auf der Landebahn. Dabei kollabierte das Hauptfahrwerk und die Treibstofftanks schlugen leck.[152][153][154] Vier Passagiere begaben sich nach dem Unfall auf Grund leichter Verletzungen in ärztliche Behandlung.[155] Das Flugzeug wurde bei dem Unfall irreparabel beschädigt und abgeschrieben.[156]

- Am 5. Mai 2019 verunglückte ein Superjet 100 mit dem Kennzeichen RA-89098 bei der Notlandung auf seinem Start-Flughafen Moskau-Scheremetjewo. Nach einem Kommunikations- und Steuersystem-Ausfall, offenbar auf Grund eines Blitzschlags, hatten die Piloten beschlossen, den Inlandsflug nach Murmansk abzubrechen und umzukehren. Bei einer harten Landung etwa 30 Minuten nach dem Start setzte die Maschine dreimal auf. Beim dritten Bodenkontakt brach das Hauptfahrwerk, der Treibstofftank wurde beschädigt und das austretende Kerosin entzündete sich. Nach dem Stillstand wurde eine Evakuierung über die vorderen Ausgänge eingeleitet. 41 Personen wurden getötet. 37 Menschen, davon elf verletzt, überlebten (siehe auch Aeroflot-Flug 1492).[157][158][159][160]

- Am 12. Juli 2024 stürzte der Superjet 100 mit dem Kennzeichen RA-89049 bei einem Testflug nach der Wartung in ein Waldgebiet bei Kolomna in der Nähe von Moskau. Alle drei Insassen kamen dabei ums Leben. Der Superjet war von Gazpromavia im März 2015 in der Ausführung mit westlichen Komponenten übernommen worden.[161][162] Meldungen wenige Tage nach dem Absturz nannten nach der Wartung falsch montierte Anstellwinkelsensoren als mögliche Ursache (siehe auch Gazpromavia-Flug 9608).[163]
- Am 24. November 2024 fing ein Superjet 100 am Flughafen von Antalya Feuer. Das Flugzeug kam aus der russischen Stadt Sotschi.[164]

## Technische Daten
| Kenngröße                           | SSJ 100 -60 1)                                                     | SSJ 100 -75                                                        | SSJ 100 -75LR                                                      | SSJ 100 -95                                                        | SSJ 100 -95LR                                                      | SSJ 100 -110                                                       | SSJ 100 -125 2)                                                    |
| ----------------------------------- | ------------------------------------------------------------------ | ------------------------------------------------------------------ | ------------------------------------------------------------------ | ------------------------------------------------------------------ | ------------------------------------------------------------------ | ------------------------------------------------------------------ | ------------------------------------------------------------------ |
| Cockpitbesatzung                    | 2                                                                  | 2                                                                  | 2                                                                  | 2                                                                  | 2                                                                  | 2                                                                  | 2                                                                  |
| Passagiere                          | 68                                                                 | 78                                                                 | 78                                                                 | 98                                                                 | 98                                                                 | 110                                                                | 125                                                                |
| Länge                               | 23,87 m                                                            | 26,37 m                                                            | 26,37 m                                                            | 29,87 m                                                            | 29,87 m                                                            | 32,8 m                                                             | 35,3 m                                                             |
| Spannweite                          | 27,80 m                                                            | 27,80 m                                                            | 27,80 m                                                            | 27,80 m                                                            | 27,80 m                                                            | 27,80 m                                                            | 27,80 m                                                            |
| Flügelfläche                        | 77 m²                                                              | 77 m²                                                              | 77 m²                                                              | 77 m²                                                              | 77 m²                                                              | 77 m²                                                              | 77 m²                                                              |
| Flügelstreckung                     | 7,4                                                                | 7,4                                                                | 7,4                                                                | 7,4                                                                | 7,4                                                                | 7,4                                                                | 7,4                                                                |
| Rumpfdurchmesser                    | 3,35 m                                                             | 3,35 m                                                             | 3,35 m                                                             | 3,35 m                                                             | 3,35 m                                                             | 3,35 m                                                             | 3,35 m                                                             |
| Rumpfhöhe                           | 2,12 m                                                             | 2,12 m                                                             | 2,12 m                                                             | 2,12 m                                                             | 2,12 m                                                             | 2,12 m                                                             | 2,12 m                                                             |
| Höhe                                | 10,28 m                                                            | 10,28 m                                                            | 10,28 m                                                            | 10,28 m                                                            | 10,28 m                                                            | 10,28 m                                                            | 10,28 m                                                            |
| Spurweite                           | 5,74 m                                                             | 5,74 m                                                             | 5,74 m                                                             | 5,74 m                                                             | 5,74 m                                                             | 5,74 m                                                             | 5,74 m                                                             |
| Kabinenbreite                       | 3,24 m                                                             | 3,24 m                                                             | 3,24 m                                                             | 3,24 m                                                             | 3,24 m                                                             | 3,24 m                                                             | 3,24 m                                                             |
| Kabinenhöhe                         | 2,13 m                                                             | 2,13 m                                                             | 2,13 m                                                             | 2,13 m                                                             | 2,13 m                                                             | 2,13 m                                                             | 2,13 m                                                             |
| Kabinenlänge                        | ? m                                                                | ? m                                                                | ? m                                                                | 20,42 m                                                            | 20,42 m                                                            | ? m                                                                | ? m                                                                |
| max. Startmasse                     | 35.790 kg                                                          | 38.820 kg                                                          | 42.300 kg                                                          | 45.880 kg                                                          | 49.450 kg                                                          | 49.450 kg                                                          | k. A.                                                              |
| max. Landemasse                     | 31.620 kg                                                          | 34.960 kg                                                          | 34.960 kg                                                          | 41.000 kg                                                          | 41.000 kg                                                          | 41.000 kg                                                          | k. A.                                                              |
| Reisegeschwindigkeit                | Mach 0,8                                                           | Mach 0,8                                                           | Mach 0,8                                                           | Mach 0,8                                                           | Mach 0,8                                                           | Mach 0,8                                                           | Mach 0,8                                                           |
| Dienstgipfelhöhe                    | 12.500 m                                                           | 12.500 m                                                           | 12.500 m                                                           | 12.500 m                                                           | 12.500 m                                                           | 12.500 m                                                           | 12.500 m                                                           |
| max. Treibstoffkapazität            | k.A                                                                | k.A                                                                | k.A                                                                | 15.805 Liter                                                       | 15.805 Liter                                                       | k. A.                                                              | k. A.                                                              |
| Reichweite (mit maximaler Zuladung) | 3204 km                                                            | 2900 km                                                            | 4550 km                                                            | 3048 km                                                            | 4578 km                                                            | k. A.                                                              | k. A.                                                              |
| Startstrecke                        | k. A.                                                              | 1515 m                                                             | k. A.                                                              | 1731 m                                                             | 2052 m                                                             | k. A.                                                              | k. A.                                                              |
| Antrieb                             | zwei PowerJet-SaM146-Mantelstromtriebwerke oder Awiadwigatel PD-14 | zwei PowerJet-SaM146-Mantelstromtriebwerke oder Awiadwigatel PD-14 | zwei PowerJet-SaM146-Mantelstromtriebwerke oder Awiadwigatel PD-14 | zwei PowerJet-SaM146-Mantelstromtriebwerke oder Awiadwigatel PD-14 | zwei PowerJet-SaM146-Mantelstromtriebwerke oder Awiadwigatel PD-14 | zwei PowerJet-SaM146-Mantelstromtriebwerke oder Awiadwigatel PD-14 | zwei PowerJet-SaM146-Mantelstromtriebwerke oder Awiadwigatel PD-14 |

- 1) Projekt mittlerweile eingestellt
- 2) befindet sich in der Konzeptionsphase

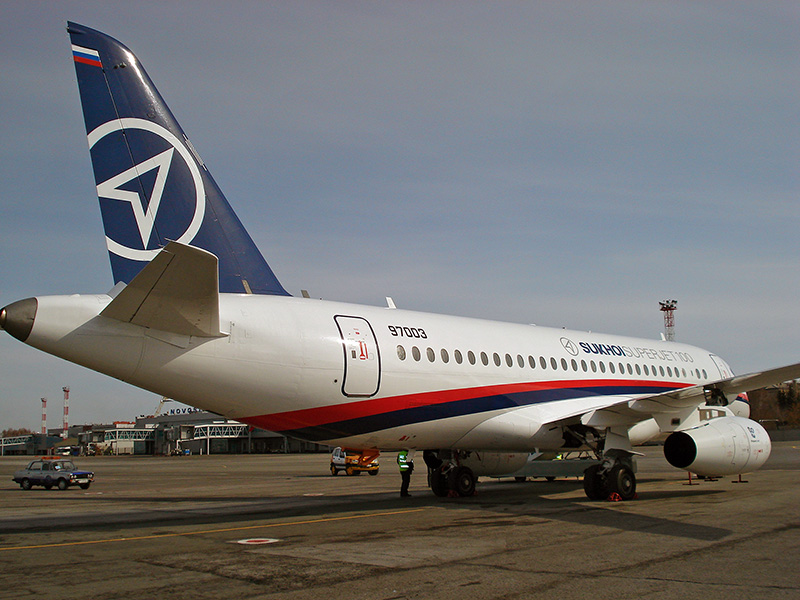
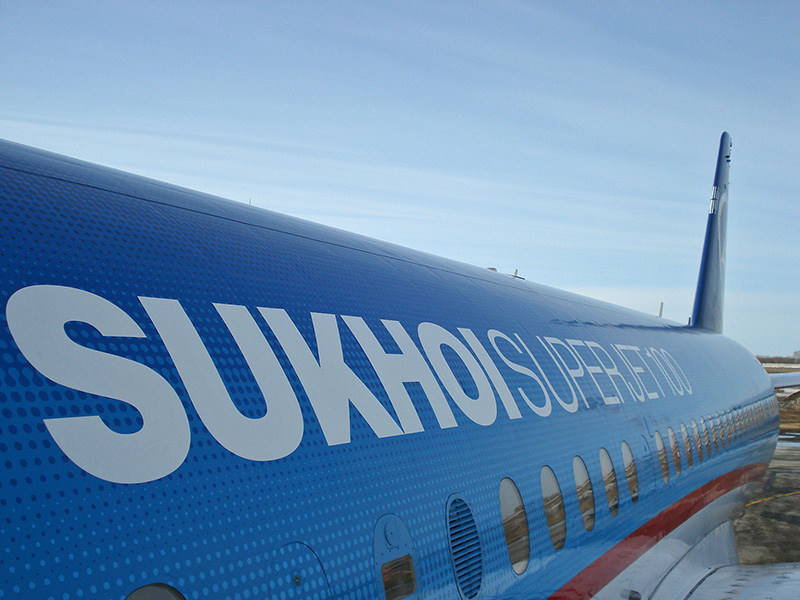
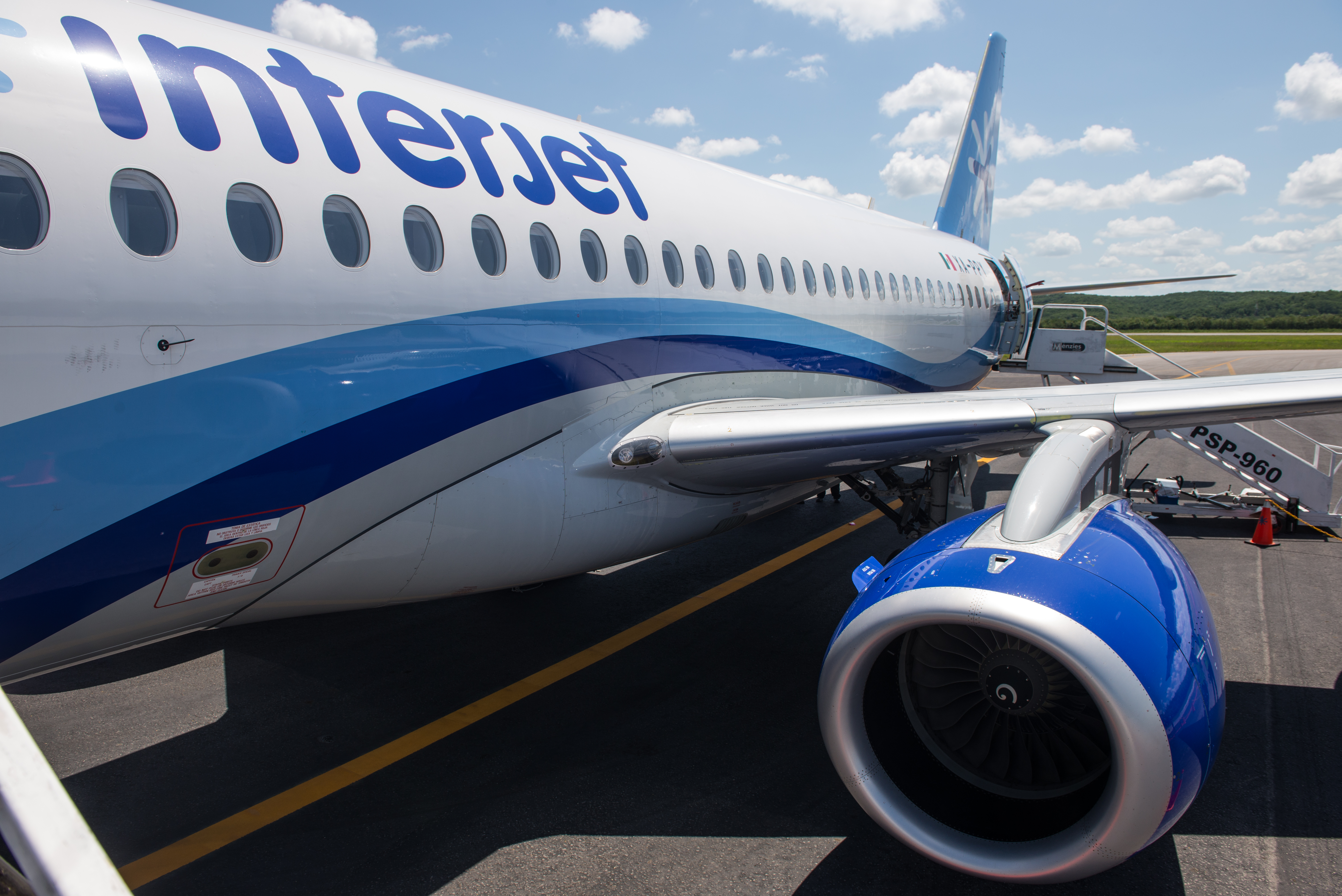
PowerJet-Triebwerk
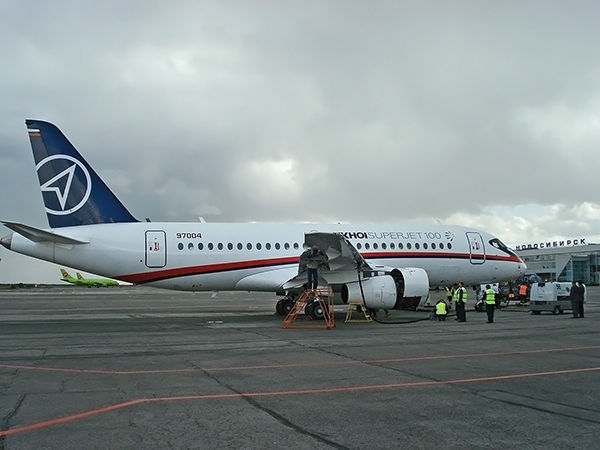
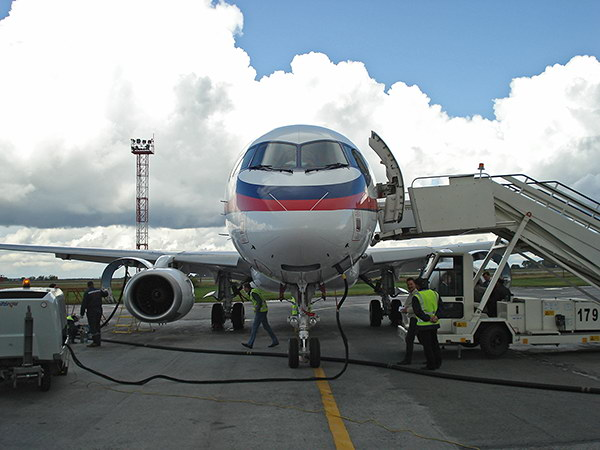